# Marcus Anderson
Marcus Anderson (Spartanburg, 1985) is een Amerikaanse saxofonist.
Saxofonist Marcus Anderson werd in 1985 geboren in Spartanburg, South Carolina. Uiteindelijk studeerde hij af aan de North Carolina Central University en begon het leven van de werkende muzikant, waarbij hij verschillende artiesten begeleidde en tussendoor zijn eigen optredens deed. Uiteindelijk trok een video van een van Andersons vurige solo-optredens de aandacht van Prince, die tussen 2012 en 2016 Anderson onmiddellijk in huurde als fulltime toermuzikant voor de New Power Generation. Naast het werk met Prince werkte Anderson samen met Cee Lo Green en Judith Hill en bracht meerdere soloalbums uit. Zijn album And Coffee uit 2015 was een verzameling smooth jazz-instrumentals, geïnspireerd op de zachte stemmingen van koffieconsumptie.